# Exército Nacional da Aliança Democrática

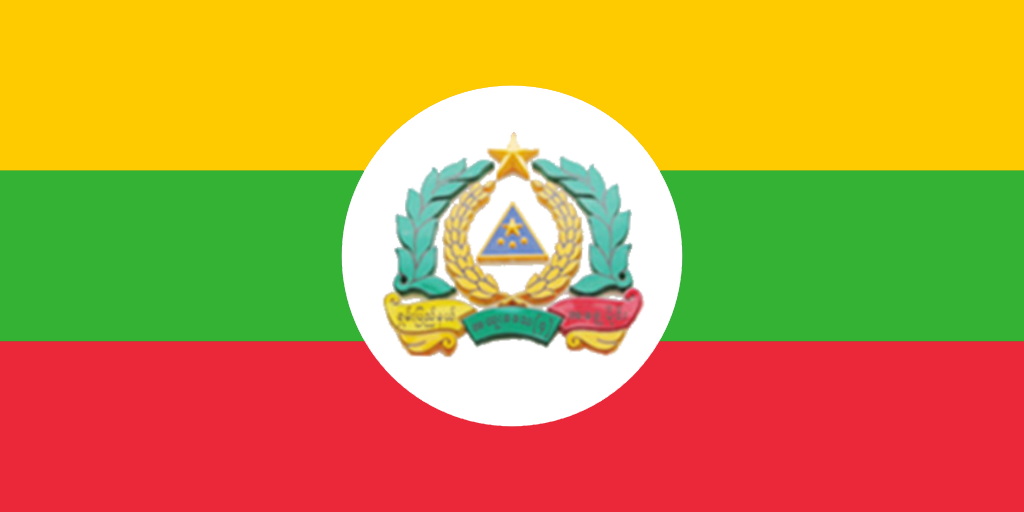
Bandeira do grupo.

O Exército Nacional da Aliança Democrática (em birmanês: မြန်မာအမျိုးသား ဒီမိုကရက်တစ် မဟာမိတ်တပ်မတော်; abreviado: ENAD), também conhecido como Exército Nacional da Aliança Democrática do Estado de Shan Oriental (ENAD-ESO) ou coloquialmente como "Exército do Estado de Shan Oriental" ou "Grupo de Mong La", é uma ala armada do Comitê de Paz e Solidariedade (CPS; em mandarim: 和平 与 团结 委员会) situado no leste do estado de Shan, na Birmânia. O último nome originou-se de sua localização no município de Mong La, antigamente conhecida como "região especial #4".

## História
A área de Mong La esteve sob o controle de vários senhores da guerra desde a década de 1960. O Exército Nacional da Aliança Democrática foi formado em 1989, logo após se separar do antigo Partido Comunista da Birmânia (PCB). A força desta ala é de três a quatro mil homens.
O ENAD foi um dos primeiros grupos a assinar um cessar-fogo com as Forças Armadas da Birmânia. Após o acordo, a área passou por uma explosão econômica, com ambos os grupos se beneficiando financeiramente devido ao aumento das colheitas de ópio e do narcotráfico. Em 1997, o ENAD declarou a proibição do ópio na região e assinou um novo cessar-fogo com o governo birmanês em 2011.
A ala também mantém laços estreitos com outros grupos armados rebeldes que se separaram do PCB, como Exército da Aliança Democrática Nacional de Myanmar, Novo Exército Democrático - Kachin e o Exército Unido do Estado Wa. Este último, inclusive, posicionou-se fortemente contra a doação da área de Mong Pawk em 2008, porque a área serve como um elo com o seu aliado, o ENAD.